# Wohnhaus Stift 5
Das Wohnhaus Stift 5 in Bassum beim Stift Bassum stammt aus dem 19. Jahrhundert und wurde für den Stiftsmüller der Wassermühle errichtet.
Das Gebäude ist ein Baudenkmal in Bassum.

## Geschichte
Das eingeschossige giebelständige Gebäude in Fachwerk mit Steinausfachungen, Krüppelwalmdach und Schleppgaube wurde wohl im 19. Jahrhundert gebaut. Die Fassade ist nicht denkmalgerecht verändert worden (Tür, Fenster).
Das ehemalige Wohnhaus des Stiftsmüllers neben der Wassermühle am Klosterbach gehörte zum Stift Bassum mit der Stiftskirche aus dem 13. Jahrhundert.